# Chema Rodríguez Vaquero
José María Rodríguez Vaquero (Autilla del Pino, 5 de enero de 1980), más conocido como Chema Rodríguez, es un exjugador de balonmano español cuyo último equipo fue el USM Saran francés. Jugó en la posición de central en el club Balonmano Valladolid hasta junio de 2007, para pasar a jugar en el club Club Balonmano Ciudad Real de la Liga Asobal, siendo entonces el fichaje más caro de la historia del balonmano a nivel mundial. Es internacional con la selección de balonmano de España, con la que jugó el campeonato mundial de 2005 en Túnez y el campeonato de Alemania 2007, entre otros torneos. Mide 1,85 metros y tiene un peso de 91 kg. Actualmente es el entrenador de la Selección de balonmano de Hungría.

## Equipos
Como jugador:
- La Salle (Valladolid)
- BM Valladolid (1999 - 2007)
- BM Ciudad Real (2007 - 2011 )
- BM Atlético Madrid (2011 - 2012)
- MKB Veszprém KC (2012 - 2017)
- USM Saran (2017 - 2020)

Como entrenador:
- Benfica (2020 - 2023)
- Selección de Hungría (2022-)

## Palmarés
- 3 veces campeón de la Liga Asobal: 2007-2008, 2008-2009, 2009-2010
- 4 veces campeón de la Copa del Rey: 2004-2005, 2005-2006, 2007-2008, 2011-2012
- 3 veces campeón de la Copa Asobal: 2002-2003, 2007-2008, 2008-2009
- 2 veces campeón de la Supercopa de España: 2007-2008, 2011-2012
- 2 veces campeón de la Copa de Europa: 2007-2008, 2008-2009
- 1 vez campeón de la Supercopa de Europa: 2008-2009
- Liga húngara de balonmano (5): 2013, 2014, 2015, 2016, 2017
- Copa de Hungría de balonmano (5): 2013, 2014, 2015, 2016, 2017
- Liga SEHA (2): 2015, 2016

### Selección de España
- Medalla de oro en el Campeonatos del Mundo de Túnez de 2005
- Medalla de oro en los Juegos Mediterráneos de Almería de 2005
- Medalla de plata en el Campeonato de Europa de 2006
- Medalla de bronce en los Campeonatos del Mundo de Suecia de 2011